# الحالات المرافقة للداء البطني
الحالات المرافقة لاعتلالات الأمعاء الحساسة للغلوتين أمراض مصاحبة لمشكلة معوية مرتبطة بالغلوتين (الاضطرابات المرتبطة بالغلوتين) أو مضاعفات ناتجة عنها. تظهر أعراض رئيسية عند الإصابة بالاضطرابات المرتبطة بالغلوتين وتكون عادةً محصورة بالجهاز الهضمي والأنسجة ذات الصلة. توجد مجموعة واسعة من المشكلات الطبية التي تظهر عند الإصابة بهذه الاضطرابات، تشمل الاضطرابات المعوية (الإسهال والإمساك والأمعاء الهيوجة)، والتهاب المعدة والأمعاء اليوزيني وزيادة شدة الداء البطني. تظهر بعض الحالات مبكرًا بينما تظهر معظم الحالات في وقت متأخر، وتُشاهد بعض الاضطرابات قبل تشخيص الداء الزلاقي أو التفاعلات شبه التحسسية (الغلوبولينات المناعية من الأنماط إي وإيه وجي) التي تزداد بشكل ملحوظ في اضطرابات الحساسية للغلوتين. تستمر الكثير من هذه الاضطرابات بعد اتباع نظام غذائي صارم خال من الغلوتين وبالتالي تصبح هذه المشكلات بعد تفعيلها مستقلة عن الاضطرابات الهضمية. فمثلًا، التهاب الغدة الدرقية المناعي الذاتي هو تظاهر سريري شائع يرافق اعتلال الأمعاء الحساس للغلوتين.
لا يقتصر ظهور الاضطرابات المتعلقة بالحساسية للغلوتين على أمراض المناعة الذاتية الشائعة. إذ يظهر الداء البطني بوتيرة متزايدة في مسار الكثير من أمراض المناعة الذاتية، حتى النادر منها. تُبدي الأسباب المعقدة لأمراض المناعة الذاتية ارتباطًا ضعيفًا بالاعتلالات المعوية الحساسة للغلوتين. يبلغ معدل حدوث اعتلالات الأمعاء الحساسة للغلوتين من 0.3% إلى 1% ويزداد خطر الإصابة بهذا النوع من حساسية الغلوتين مع التقدم في السن، وربما يصل إلى 2% لدى لأشخاص الذين تزيد أعمارهم عن 60 عامًا. يتزامن ذلك الأمر مع ارتفاع معدلات الإصابة بأمراض المناعة الذاتية المتأخرة.
تشير الدراسات الجينية إلى أن الاعتلالات المعوية الحساسة للغلوتين ترتبط بمواقع مورثية مشتركة مع أمراض المناعة الذاتية الأخرى. قد تكون المصادفة مسؤولة عن ظهور الأعراض ضمن مجموعة سكانية كبيرة لا تظهر الأعراض عند معظم أفرادها.

## الاضطرابات الدموية المرافقة

### الأعواز
يترافق نقص الفيتامينات الناجم عن سوء الامتصاص في سياق اعتلالات الأمعاء الحساسة للغلوتين بانخفاض الفيتامينات الذوابة في الدهون وفيتامينات بي، بالإضافة إلى سوء امتصاص الأحماض الدهنية الأساسية. يمكن أن يسبب ذلك مجموعة واسعة من المشاكل الثانوية. يحدث نقص كلس الدم أيضًا في اعتلالات الأمعاء الحساسة للغلوتين. ويمكن أن تؤدي القيود المفروضة على النظام الغذائي وانخفاض الامتصاص الناتج عن الضرر المطول بالأمعاء إلى الأعواز التالية التي تستدعي التدبير بعد معالجة المرض.
- فيتامين إيه– يظهر سوء امتصاص فيتامين إيه في الاعتلالات المعوية الحساسة للغلوتين.[6] واقتُرح أن سرطانات المريء المرتبطة باعتلالات الأمعاء الحساسة للغلوتين يمكن أن ترتبط بنقص فيتامين (أ).[7][8]
- نقص حمض الفوليك – يعتقد أن نقص حمض الفوليك سبب أساسي للحالات الثانوية التالية:
  - فقر الدم ضخم الأرومات.
  - تكلس قنوات الدماغ – الصرع، الخرف، المظاهر البصرية.
- نقص بي 6. يمكن أن يؤدي نقص فيتامين بي 6 إلى اعتلالات عصبية وزيادة الحساسية للألم. وقد يفسر بعض الاعتلالات العصبية المحيطية والألم والاكتئاب المرتبطة باعتلالات الأمعاء الحساسة للغلوتين.[9]
- نقص بي 12
  - فقر الدم ضخم الأرومات
  - فقر الدم الخبيث
- نقص فيتامين دال الذي يؤدي إلى هشاشة العظام وترقق العظام
  - نقص كلس الدم[10]
- فيتامين كاف – كشفت الاعتلالات المعوية الحساسة للغلوتين لدى المرضى الذين يعانون من نمط من النزيف يتحسن عند المعالجة بالفيتامين ك الذي يزيد من مستويات البروثرومبين.[11]
- فيتامين هاء –يمكن أن يؤدي نقص فيتامين هاء إلى مشاكل الجهاز العصبي المركزي وقد يرافق الاعتلال العضلي.[12]

نقص المعادن. ترتبط اعتلالات الأمعاء الحساسة للغلوتين بنقص المعادن التالية:
- الكالسيوم – نقص كلس الدم الذي يسبب ترقق العظام.[10]
- المغنيزيوم – نقص مغنيزيوم الدم، يمكن أن يسبب اضطرابات الغدد جارات الدرق.[13]
- الحديد – فقر الدم الناجم عن نقص الحديد.
- الفوسفور – نقص فوسفات الدم، ما يسبب ترقق العظام.[14]
- الزنك – يمكن أن يرتبط نقص الزنك بزيادة خطر الإصابة بسرطان المريء.[15]
- نقص النحاس.[16]
- السيلينيوم – نقص – يمكن أن يسهم نقص السيلينيوم ونقص الزنك في زيادة خطر الإصابة بالسرطان. يمكن أن يكون نقص السيلينيوم عاملًا مفاقمًا لفرط نشاط الغدة الدرقية المناعي الذاتي (داء غريفز).[17]

عوامل الدم
- كارنيتين – نقص.[18]
- برولاكتين – نقص (في الطفولة).[19]
- هوموسيستين – زيادة.[20]

### فقر الدم
يمكن أن يحدث فقر الدم ضخم الأرومات في سياق اعتلالات الأمعاء الحساسة للغلوتين ويُعتقد أن سبب حدوثه نقص فيتامين بي 12 ونقص حمض الفوليك. ويبدو أن هذه الإصابة مرتبطة بالنمط الظاهري غير المتعلق بالغلوبولين المناعي من النمط إيه. على عكس الأشكال الأخرى من فقر الدم ضخم الأرومات، لا يعتبر فقر الدم المرتبط باعتلالات الأمعاء الحساسة للغلوتين شكلًا من أشكال التهاب المعدة المناعي الذاتي.
يرتبط فقر الدم الخبيث باعتلالات الأمعاء الحساسة للغلوتين ويُعتقد أنه ناتج عن سوء الامتصاص.
قد يكون فقر الدم بعوز الحديد العرض الوحيد للداء البطني، وقد يُكتشف في الداء البطني تحت السريري أو يترافق بانخفاض مستوى فيريتين المصل. يمكن أن يسبب هذا مشاكلًا إضافية. في حين يُعالج فقر الدم بعوز الحديد من خلال النظام الغذائي الخالي من الغلوتين، يمكن أن تسبب الحالات المقاومة أو الخباثات حساسية للغلوتين معندة.

### الشذوذات التخثرية
الانصمام الخثاري أحد المضاعفات الموصوفة جيدًا في سياق الداء المعوي الالتهابي، بمعدل حدوث سريري يبلغ 6% وخطر أعلى بثلاثة أضعاف للإصابة بالمرض، وتزيد طفرة العامل الخامس لايدن من خطر الإصابة بالجلطة الوريدية. تصف الدراسات الحديثة معدل الحدوث في سياق الداء البطني، ويظهر فيها شيوعًا في الإصابة بالداء المعوي الالتهابي في سياق الجلطات الوريدية.

## التهاب الجلد
كشفت دراسة أجريت على المرضى الذين يعانون من التهاب الجلد حلئي الشكل أو الاعتلالات المعوية الحساسة للغلوتين عن وجود كمية أكبر بكثير من الغلوتين في الدم مقارنة بالأفراد الشواهد. يزيد ذلك خطر الإصابة بالربو والتأق والأمراض الجلدية.

### التهاب الجلد حلئي الشكل
الغلوتين القمحاوي هو السبب الرئيسي لالتهاب الجلد حلئي الشكل. يرتبط ناقل الغلوتامين البشروي بناقل الغلوتامين النسيجي وهو المستضد الذاتي لالتهاب الجلد حلئي الشكل. يبدو أن جميع مرضى التهاب الجلد حلئي الشكل معرضون للإصابة بالداء البطني عند استهلاك القمح. من النادر نسبيًا الإصابة بالتهاب الجلد حلئي الشكل في الداء البطني أو انه لا يشخص في كثير من الحالات ويبلغ انتشاره 5% في هذه الفئة. التهاب الفم القلاعي آفة فموية شائعة تُرافق الاعتلالات المعوية الحساسة للغلوتين.

### التأتب والشرى والأكزيما
ظهر الشرى المزمن في عدد قليل من حالات الداء البطني. ويمكن أن يكون السبب الحساسية للقمح، أو حساسية ثانوية لاعتلال الأمعاء الحساس للغلوتين. ووجد أن اضطرابات التأتب أكثر شيوعًا عند المصابين بالداء الزلاقي وأقاربهم من الدرجة الأولى. يترافق الداء الزلاقي بعدد من الحالات التي تصيب البشرة بما في ذلك الصدفية.

### التهابات الجلد النادرة
شوهد الحكاك العقيدي في سياق الداء البطني. متلازمة روثموند طومسون. أو تبكل الجلد الخلقي، هو اضطراب نادر، يعزى عمومًا إلى طفرات في جين RECQL4 على الذراع الطويل للصبغي 24 وتميزه صفات خاصة مثل الحساسية للضوء وتبكل الجلد، ورُصد في مريض واحد مصاب بالداء الزلاقي.

### الثعلبة البقعية
تترافق اعتلالات الأمعاء الحساسة للغلوتين بالثعلبة البقعية (الصلع اللطخي) ولا ينمو الشعر مجددًا بالضرورة عند اعتماد نظام غذائي خال من الغلوتين.